# Ribnik Island
Ribnik Island (englisch; bulgarisch остров Рибник ostrow Ribnik) ist eine vereiste und in südwest-nordöstlicher Ausrichtung 1 km lange und 500 m breite Insel der Pitt-Inseln im Archipel der Biscoe-Inseln vor der Westküste der Antarktischen Halbinsel. Sie liegt 0,78 km südsüdöstlich von Knezha Island, 3,35 km nordwestlich von Trundle Island und 3,4 km nördlich von Vaugondy Island.
Britische Wissenschaftler kartierten sie 1971. Die bulgarische Kommission für Antarktische Geographische Namen benannte sie 2013 nach der Ortschaft Ribnik im Südwesten Bulgariens.